# ノックス郡 (イリノイ州)
ノックス郡（英: Knox County）は、アメリカ合衆国イリノイ州の西部に位置する郡である。2010年国勢調査での人口は52,919人であり、2000年の55,836人から5.2％減少した。郡庁所在地はゲイルズバーグ市（人口32,195人）であり、同郡で人口最大の都市でもある。
ノックス郡は西隣のウォーレン郡と共にゲイルズバーグ小都市圏を構成している。

## 歴史
ノックス郡はアメリカ独立戦争で活躍し、初代アメリカ合衆国陸軍長官を務めたヘンリー・ノックスに因んで名付けられた。
現在のイリノイ郡で最初に作られたノックス郡は現在のものと関連していない。1790年、インディアナ準州のうち、現在のイリノイ州となった部分がセントクレア郡とノックス郡の2つに分けられた。ノックス郡に含まれた地域の一部はインディアナ州になった。1809年にその中でインディアナ州ノックス郡が作られたとき、イリノイに入っている部分は別の名前で幾つかの郡に分けられた。
現在のノックス郡は1825年にフルトン郡から分離して組織化された。フルトン郡は当初のセントクレア郡の一部だった。
南隣のフルトン郡にあるスプーン川ドライブと同様、ノックス郡にはノックス郡ドライブという景観に恵まれた道路があり、毎年10月の2週間の週末に秋祭りが開催されることで知られている。

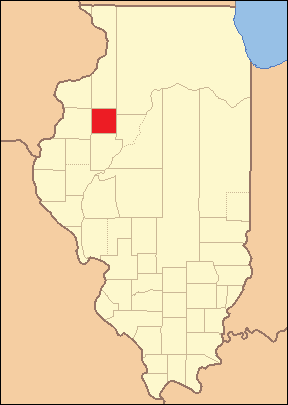
1825年創設時から1831年までの郡領域
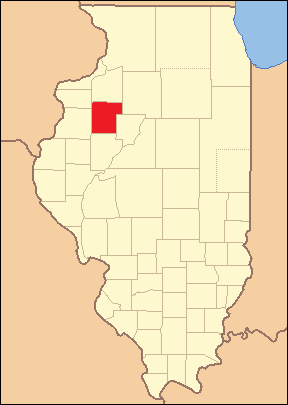
1831年から1839年まで
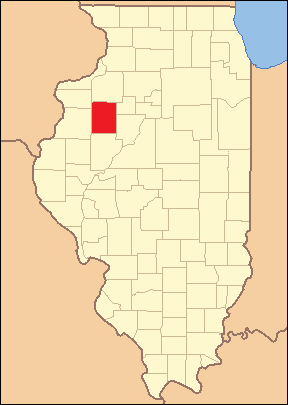
1839から現在の郡領域

## 地理
アメリカ合衆国国勢調査局に拠れば、郡域全面積は719.81平方マイル (1,864.3 km2)であり、このうち陸地716.40平方マイル (1,855.5 km2)、水域は3.42平方マイル (8.9 km2)で水域率は0.48％である。

### 主要高規格道路
| - 州間高速道路74号線 - アメリカ国道34号線 - アメリカ国道150号線 | - イリノイ州道8号線 - イリノイ州道17号線 - イリノイ州道41号線 - イリノイ州道78号線 - イリノイ州道97号線 | - イリノイ州道164号線 - イリノイ州道116号線 - イリノイ州道167号線 - イリノイ州道180号線 |

### 隣接する郡
- ヘンリー郡 - 北
- スターク郡 - 東
- ピオリア郡 - 南東
- フルトン郡 - 南
- ウォーレン郡 - 西
- マーサー郡 - 北西

## 気候と気象
近年、郡庁所在地であるゲイルズバーグ市の平均気温は1月の13°F (-11 ℃) から7月の85°F (29 ℃) まで変化している。過去最低気温は1982年1月に記録された-25°F (-32 ℃) であり、過去最高気温は1983年7月に記録された102°F (39 ℃) である。月間降水量は1月の1.41インチ (36 mm) から7月の4.37インチ (111 mm) まで変化している。

## 人口動態

2000人口ピラミッド

以下は2000年国勢調査による人口統計データである。
| 基礎データ - 人口: 55,836人 - 世帯数: 22,056 世帯 - 家族数: 14,424 家族 - 人口密度: 30人/km2（78人/mi2） - 住居数: 23,717軒 - 住居密度: 13軒/km2（33軒/mi2） 人種別人口構成 - 白人: 89.86% - アフリカン・アメリカン: 6.29% - ネイティブ・アメリカン: 0.19% - アジア人: 0.69% - 太平洋諸島系: 0.01% - その他の人種: 1.57% - 混血: 1.39% - ヒスパニック・ラテン系: 3.40% 先祖による構成 - ドイツ系：19.0％ - アメリカ人：14.1％ - スウェーデン系：12.5％ - アイルランド系：11.5％ - イギリス系：10.9％ 言語による構成 - 英語：96.5％ - スペイン語：2.4％ | 年齢別人口構成 - 18歳未満: 22.0% - 18-24歳: 9.8% - 25-44歳: 26.5% - 45-64歳: 24.1% - 65歳以上: 17.5% - 年齢の中央値: 39歳 - 性比（女性100人あたり男性の人口） - 総人口: 99.2 - 18歳以上: 96.6 世帯と家族（対世帯数） - 18歳未満の子供がいる: 27.7% - 結婚・同居している夫婦: 51.4% - 未婚・離婚・死別女性が世帯主: 10.65% - 非家族世帯: 34.6% - 単身世帯: 29.6% - 65歳以上の老人1人暮らし: 14.1% - 平均構成人数 - 世帯: 2.33人 - 家族: 2.87人 収入と家計 - 収入の中央値 - 世帯: 35,407米ドル - 家族: 44,010米ドル - 性別 - 男性: 32,151米ドル - 女性: 21,662米ドル - 人口1人あたり収入: 17,985米ドル - 貧困線以下 - 対人口: 11.1% - 対家族数: 7.7% - 18歳未満: 16.8% - 65歳以上: 6.0% |

## 郡区
ノックス郡は下記21の郡区に分割されている。
| - シーダー - チェスナット - コプリー - エルバ - ゲイルズバーグ - ゲイルズバーグシティ - ホークリーク | - ヘンダーソン - インディアンポイント - ノックス - リン - メイコン - オンタリオ - オレンジ | - パーシファー - リオ - セイラム - スパータ - トルーロ - ビクトリア - ウォルナットグローブ |

## 都市と町
| - ゲイルズバーグ - 郡庁所在地 - アビンドン - アルトナ - イーストゲイルズバーグ - ヘンダーソン | - ノックスビル - ロンドンミルズ - 大半はフルトン郡 - メイコン - オナイダ - リオ | - セントオーガスティン - ビクトリア - ワタガ - ウィリアムズフィールド - イエーツシティ |

## 未編入の町
| - アップルトン - コロンビアハイツ - ダヒンダ - デロング - ダグラス - ギルソン | - ヘンダーソングローブ - ハーモン - オークラン - オンタリオ - ラパティ |